# RK-55
El Novator RK-55 «Granat» (en ruso: РК-55 «Гранат», Granate) fue un misil de crucero soviético con una ojiva nuclear. Estaba a punto de entrar en servicio en 1987 cuando dichas armas fueron prohibidas en virtud del Tratado de fuerzas nucleares de alcance intermedio. Una versión lanzada desde submarinos tubos lanzatorpedos, la S-10, al parecer se ha reconvertido para transportar ojivas convencionales y continúa en servicio hasta el día de hoy.

## Desarrollo
En la década de 1960, el estudio “Ekho”” realizado por el Instituto GosNIIAS llegó a la conclusión de que sería más eficaz distribuir lotes de pequeños, subsónicos misiles de crucero que los misiles supersónicos mucho más caros. En 1971 Raduga comenzó a trabajar en la versión aérea Kh-55, que voló por primera vez en 1976.
Posteriormente NPO Novator diseñaría las versiones lanzados desde submarinos y tierra. En 1993 Novator expuso 3M-54 Klub, que parece estar basado en el RK-55. Es un diseño de dos etapas, supersónico durante su aproximación al blanco.
A finales de 1988, menos de 100 RK-55 se habían desplegado. La nueva clase Akula de submarinos, lanzada en septiembre de 1986, fue la primera clase para recibir el nuevo misil. Posteriormente fue equipado a la clase Sierra II, a ocho sumergibles de la Clase Víctor III y a la nueva clase de submarinos Graney
La clase Grucha desplegada en 1988 es un diseño particular, reemplazando a los lanzadores de misiles en un submarino balístico con tubos dedicadas a un gran número de misiles de crucero.
Después de la firma de los Acuerdos SALT, la Armada de EE. UU. también ha hecho lo mismo con los misiles de cuatro submarinos de clase Ohio.
La variante terrestre fue probado pero no implementado en tiempo.[8] 80 misiles habían sido destruidos en noviembre de 1990.
Se ha sugerido que el RK-55 en el futuro podría instalarse a los submarinos de la clase Delta convertidos, o en buques de superficie, pero estas informaciones no han sido confirmadas.

### Misiles similares
- BGM-109 Tomahawk
- Scalp Naval
- Babur
- Nirbhay
- Cj-10